# Олью-д’Агуа-ду-Пиауи

Олью-д’Агуа-ду-Пиауи на карте штата.

Олью-д’Агуа-ду-Пиауи (порт. Olho D'Água do Piauí) — муниципалитет в Бразилии, входит в штат Пиауи. Составная часть мезорегиона Северо-центральная часть штата Пиауи. Входит в экономико-статистический микрорегион Медиу-Парнаиба-Пиауиенси. Население составляет 2626 человек на 2010 год. Занимает площадь 183,099 км². Плотность населения — 14,34 чел./км².

## Демография
Согласно сведениям, собранным в ходе переписи 2010 г. Национальным институтом географии и статистики (IBGE), население муниципалитета составляет:
| Полное население                               | Полное население                               | Полное население                               | Полное население                               | 2626  |
| ---------------------------------------------- | ---------------------------------------------- | ---------------------------------------------- | ---------------------------------------------- | ----- |
| в том числе:                                   | Городское население                            | 1064                                           | Процент городского населения, %                | 40,52 |
|                                                | Сельское население                             | 1562                                           | Процент сельского населения, %                 | 59,48 |
|                                                | Мужское население                              | 1308                                           | Процент мужского населения, %                  | 49,81 |
|                                                | Женское население                              | 1318                                           | Процент женского населения, %                  | 50,19 |
| Плотность населения, чел/км²                   | Плотность населения, чел/км²                   | Плотность населения, чел/км²                   | Плотность населения, чел/км²                   | 14,34 |
| Население муниципалитета в % к населению штата | Население муниципалитета в % к населению штата | Население муниципалитета в % к населению штата | Население муниципалитета в % к населению штата | 0,08  |

По данным оценки 2016 года, население муниципалитета составляет 2400 жителей.

## Статистика
- Валовой внутренний продукт на 2003 год составляет 3 843 450,00 реалов (данные: Бразильский институт географии и статистики).
- Валовой внутренний продукт на душу населения на 2003 год составляет 1786,82 реалов (данные: Бразильский институт географии и статистики).
- Индекс развития человеческого потенциала на 2000 год составляет 0,582 (данные: Программа развития ООН).